# CityMobil
CityMobil es un proyecto cofinanciado por la Unión Europea a través del Sexto Programa Marco, desarrollado para aumentar el conocimiento de cuestiones relacionadas con la integración de sistemas de transporte automatizado en el medio urbano. La capacidad técnica de los vehículos de transporte automatizado ha sido probada con anterioridad en proyectos previos, como CyberCars, EDICT, y Stardust. Sin embargo, todavía queda establecer las verdaderas implicaciones de la aplicación de sistemas de este tipo de transporte en las ciudades.

## Objetivos del proyecto
El principal objetivo de Citymobil es potenciar la aplicación de sistemas avanzados de transporte para lograr una mejor y más efectiva organización del transporte urbano.
Este proyecto examina aspectos claves relacionados con la investigación y el desarrollo donde se ha estudiado las necesidades de los usuarios, cuestiones tecnológicas, ambientales y por último se evalúan los resultados.
Otro de los objetivos del proyecto cuenta con aumentar la aceptación pública de los servicios de transporte público.
La automatización del transporte jugará un papel muy importante en los sistemas de integración del tráfico en las ciudades en el futuro, siendo capaces de contribuir a una mejora del transporte en áreas urbanas densas.
CityMobil, como un medio de transporte urbano más efectivo, contribuye a un uso más racional del tráfico motorizado, reduciendo la congestión y la contaminación, mejorando la seguridad y la calidad de vida, así como la integración con la ciudad.

## Datos
Líder del proyecto: Netherlands Organisation for Applied Scientific Reserch TNO
Presupuesto total: 41.774.538€
Contribución comunitaria: 11.000.000€
Duración: 60 meses
Inicio del proyecto: 1 de mayo de 2006

## Exhibiciones y demostraciones
Se organizarán exhibiciones en varias ciudades europeas para demostrar al público en general y a las autoridades cómo el transporte automatizado puede aplicarse en la práctica. Uno de los factores a considerar en este tipo de proyectos es el diseño urbano de las ciudades, se realizarán una serie de estudios teóricos en un reducido número de ciudades para identificar hasta que punto el transporte automatizado puede llegar a resolver ciertos problemas de movilidad y a qué coste.

### Castellón (España)
El objetivo de la demostración de Castellón (Comunidad Valenciana) es la aplicación de un autobús híbrido que conecta la universidad con el centro de la ciudad y Benicasim, a orillas del mar. El sistema está estructurado en torno a dos corredores de más de 40 kilómetros de extensión. Los vehículos se desplazarán en una plataforma reservada, aunque en algunos tramos del itinerario circularán compartiendo infraestructuras. En las intersecciones, el vial de CityMobil tendrá preferencia sobre el tráfico privado.

### Roma (Italia)
Este demostrador incluye una flota completa de Cybercars operando en la nueva Feria de Muestras de Roma. El objetivo es recoger a los visitantes una vez que han aparcado sus vehículos privados llevarlos a la entrada del edificio. El sistema ofrece servicio cuando el usuario lo demanda y las reservas de vehículos se integrarán en la gestión del aparcamiento. Cada vez que un vehículo haga entrada en el aparcamiento, éste recibirá un número de plaza al que se le habrá asignado transporte automatizado que esperará a los ocupantes en la parada más cercana a la plaza donde el vehículo haya sido estacionado. Asimismo, una partida de Cybercars será destinada a la estación para coincidir con la salida y llegada de trenes.

### Londres (Reino Unido)
En el caso de Londres, se instalará un sistema personal de tránsito rápido en el Aeropuerto de Heathrow, llamado ULTra. El sistema PRT será conectar el aparcamiento de negocios a la nueva Terminal 5, que se abrió en marzo de 2008. El sistema transportará viajeros del aparcamiento a las terminales. Ultra es un sistema basado en vehículos pequeños, ligeros y energéticamente eficientes que circulan sobre una red de área reservada elevada, ofreciendo un servicio personal de taxi automatizado de transporte punto a punto, sin paradas y sin esperas. El demostrador de Heathrow es un proyecto piloto que desarrollará una red de 3.9 kilómetros.